# Spheciospongia incrustans
Spheciospongia incrustans är en svampdjursart som beskrevs av Carballo, Cruz-Barraza och Gomez 2004. Spheciospongia incrustans ingår i släktet Spheciospongia och familjen borrsvampar. Inga underarter finns listade i Catalogue of Life.